# Козлівка (Тульчинський район)
Козлі́вка — село в Україні, у Піщанській селищній громаді Тульчинського району Вінницької області. Населення становить 427 осіб. Колишня назва — Устинівка.

## Історія
7 (20) листопада 1917 року, відповідно до Третього Універсалу Української Центральної Ради, увійшло до складу Української Народної Республіки.
12 червня 2020 року, відповідно до Розпорядження Кабінету Міністрів України від  № 707-р «Про визначення адміністративних центрів та затвердження територій територіальних громад Вінницької області», село увійшло до складу Піщанської селищної громади.
19 липня 2020 року, в результаті адміністративно-територіальної реформи та ліквідації Піщанського району, воно увійшло до складу новоутвореного Тульчинського району.

## Галерея

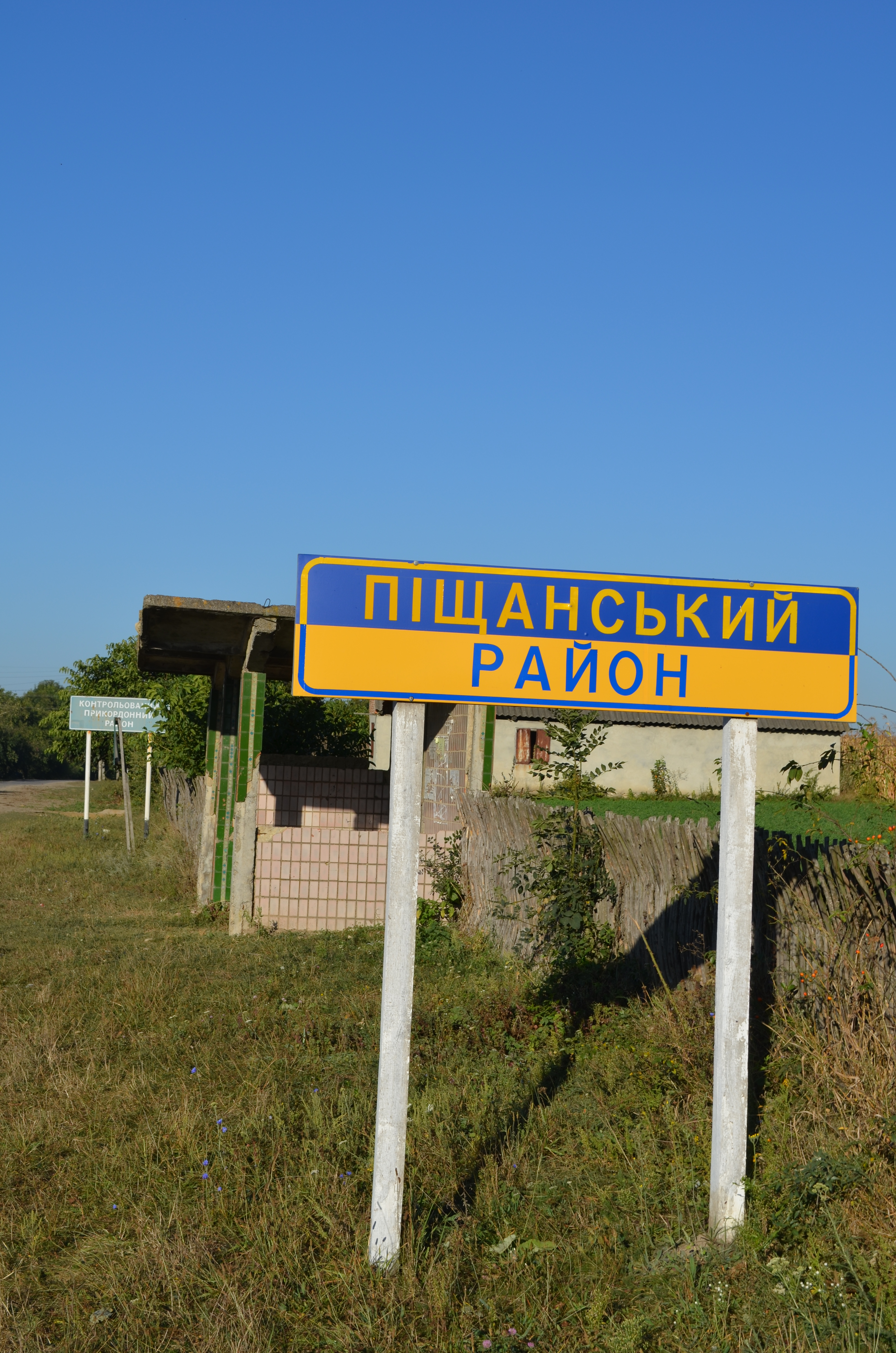
В'їзд до села зі сторони с. Луги Чечельницького району
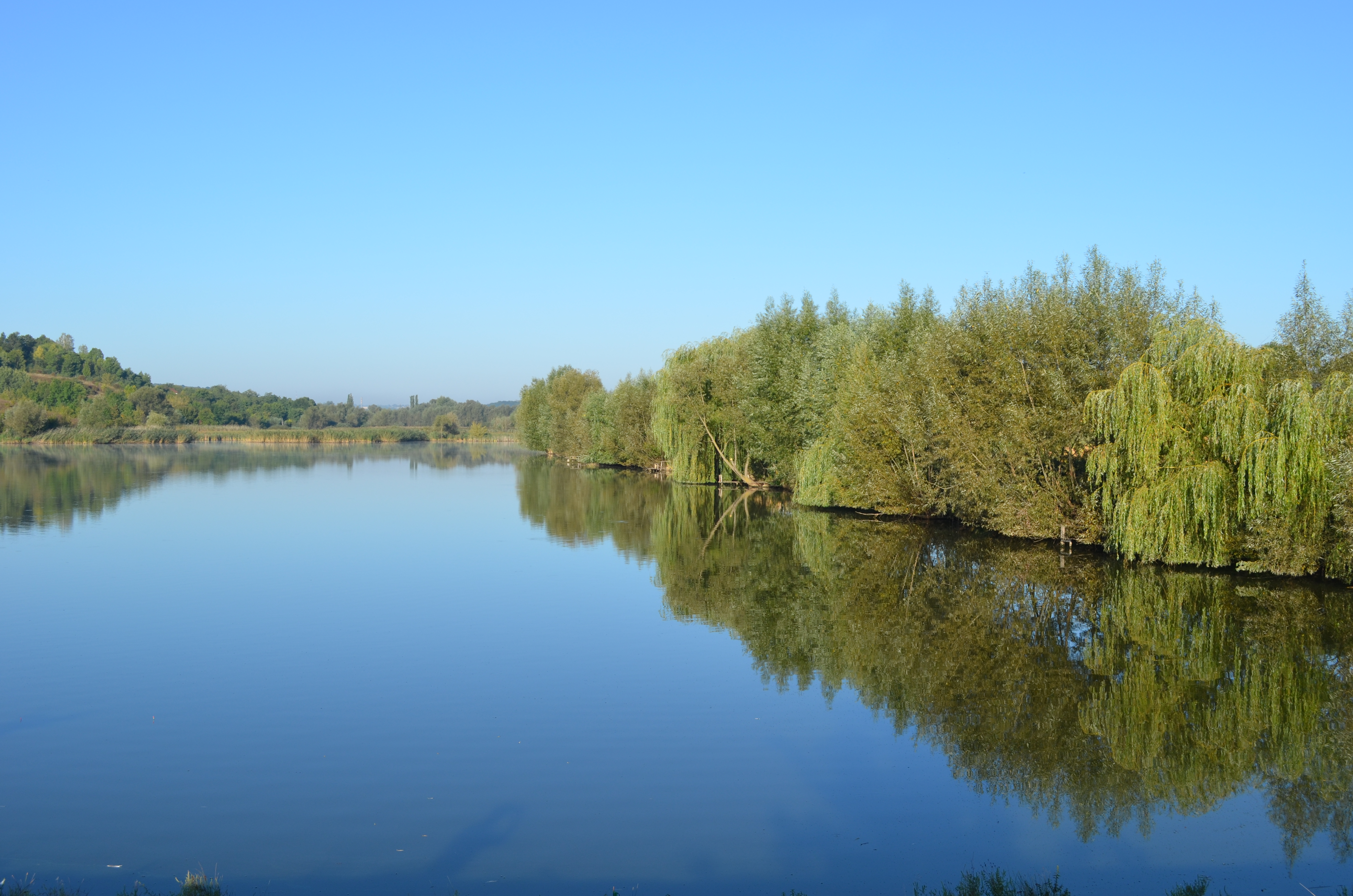
Ставок
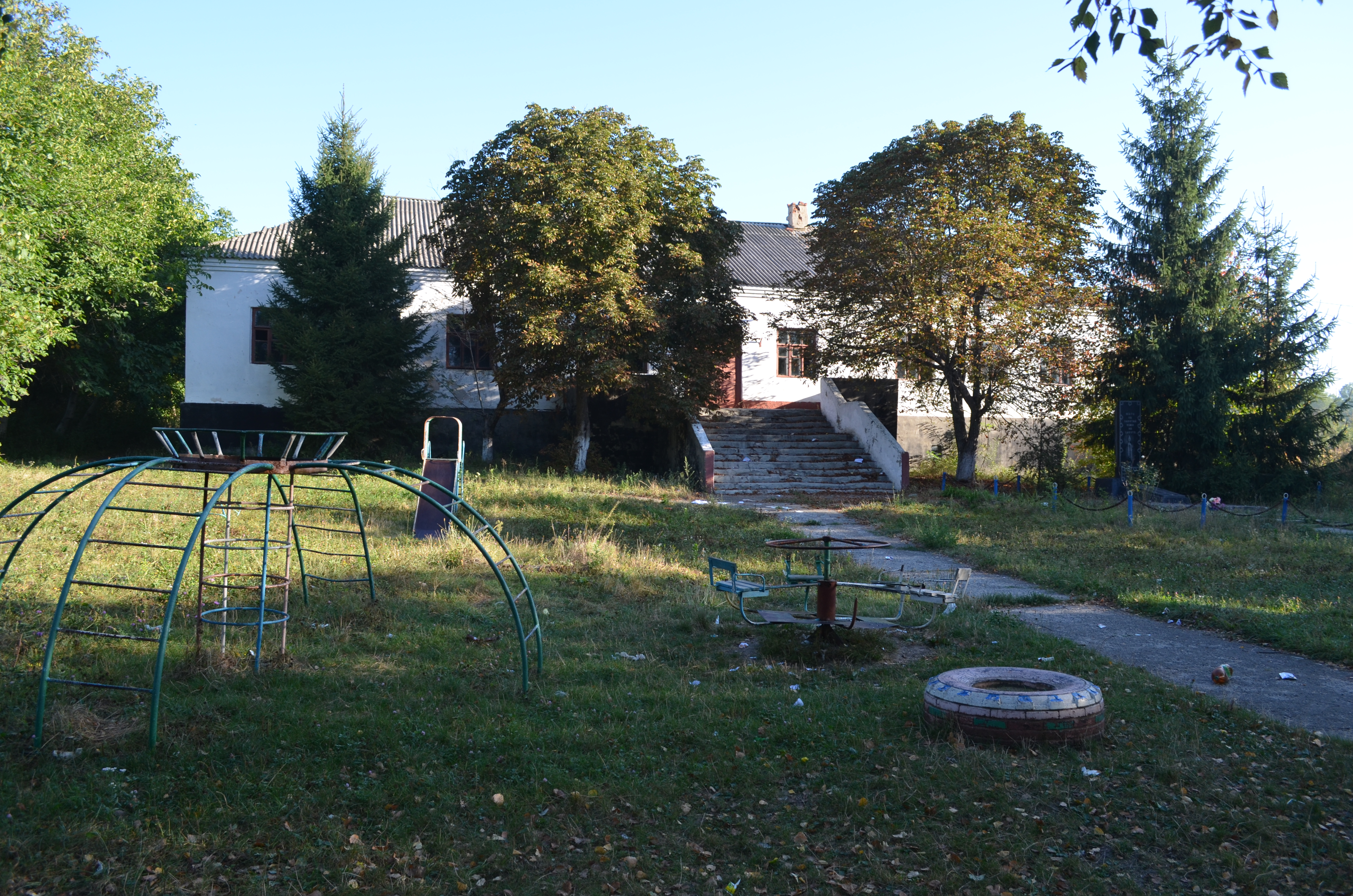
Школа та дитсадок
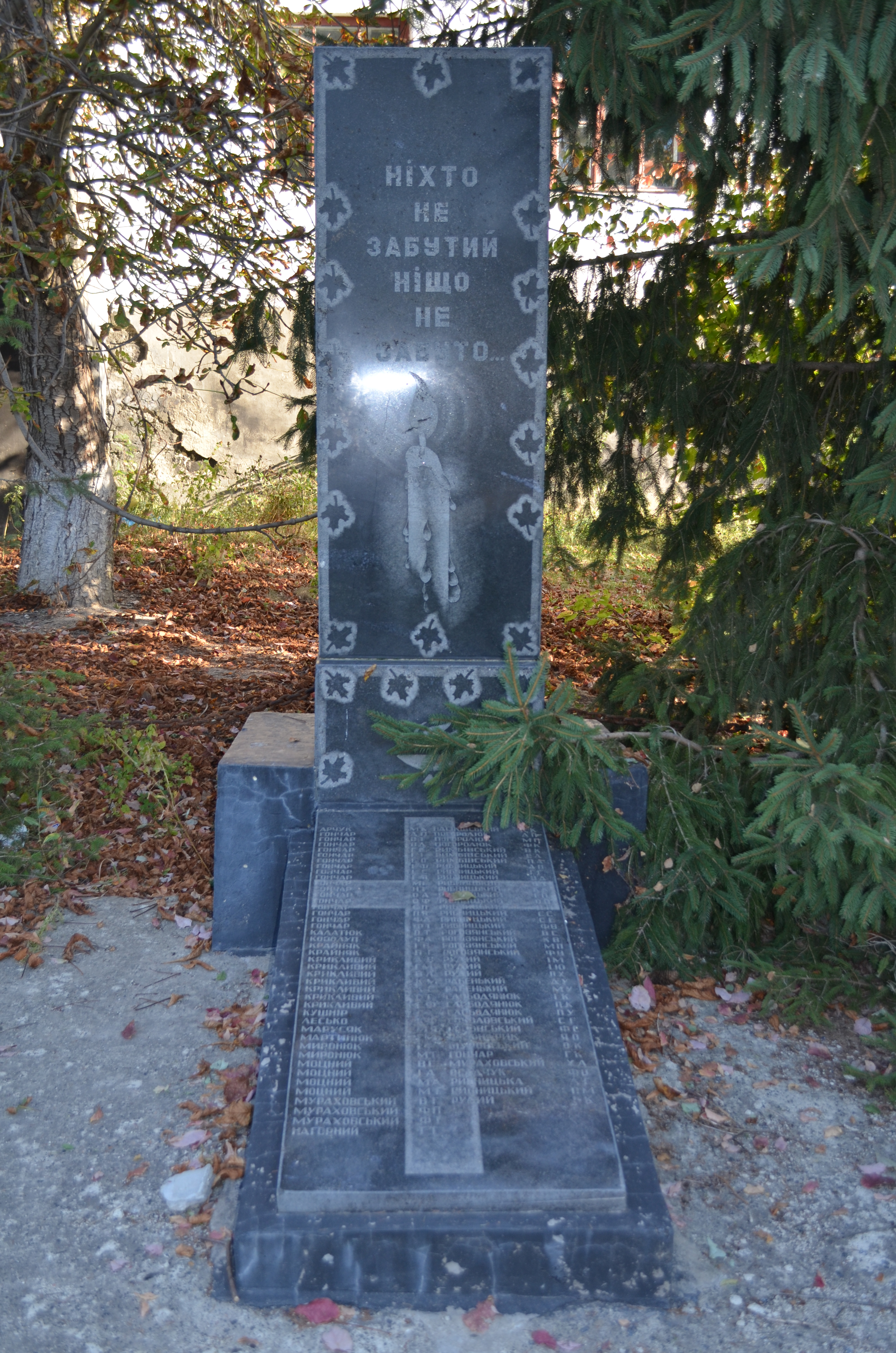
Пам'ятник воїнам-односельчанам
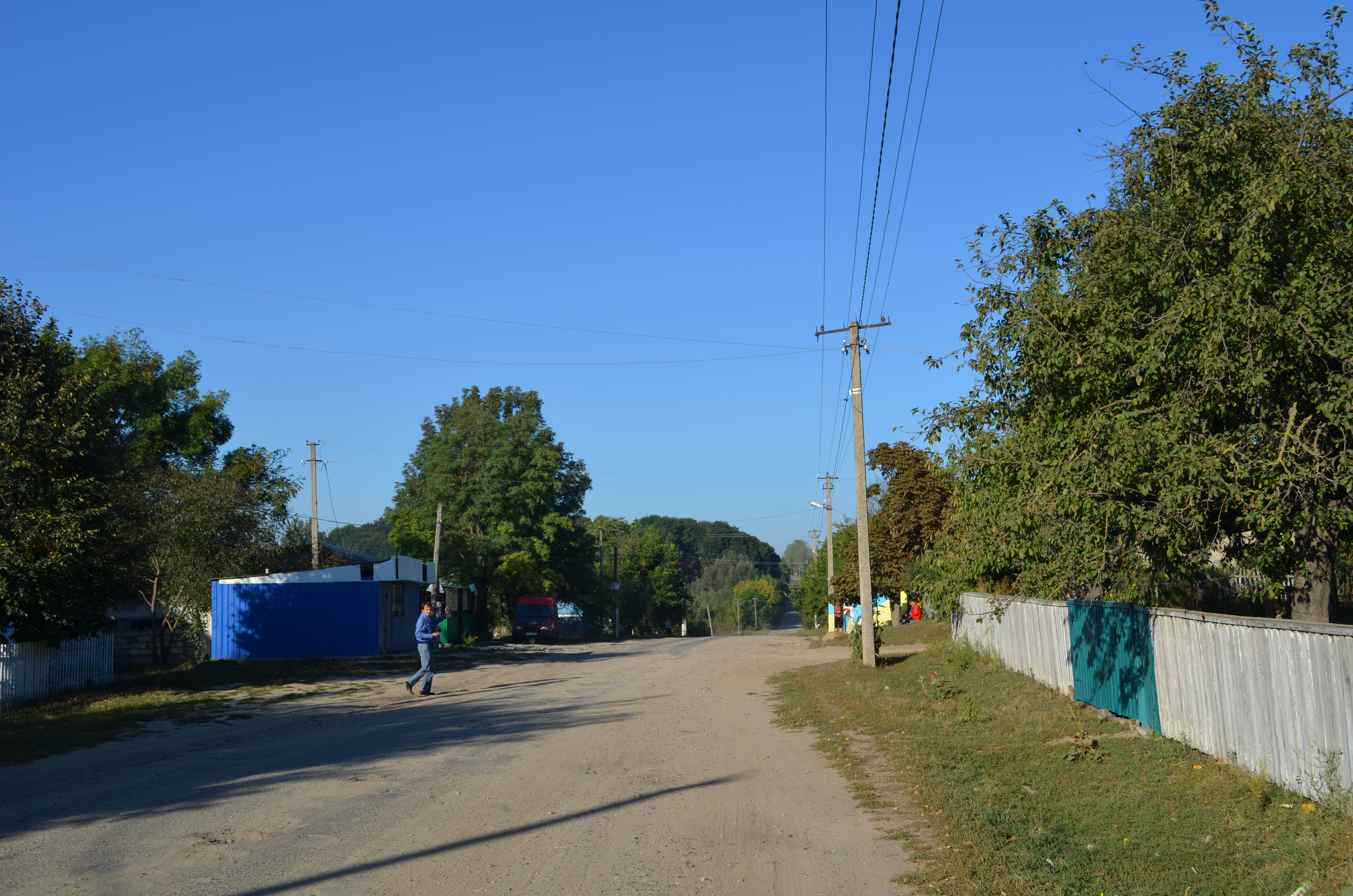
Вулиця в селі